# 太田暁
太田 暁（おおた さとる、1971年1月23日 - ）は、京都府京都市南区出身の元プロ野球選手（内野手）。右投左打。
現在はオリックス・バファローズの打撃投手で、2019年から内野手として同球団に所属する太田椋は実息にあたる。

## 来歴・人物
京都西高等学校入学後に移った帝京第五高等学校への在学中までは投手で、中国遠征のメンバーにも選ばれていた。甲子園球場での全国大会とは無縁であったが、中学生時代に経験したアメリカ遠征試合で2本塁打を放つなどの実績から、打者として注目されていた。
1988年のNPBドラフト会議で、近鉄バファローズからの6位指名を受けたことを機に入団。投手として指名されたが、打者としての選球眼と野球センスを高く評価されたことから、入団後に内野手へ転向した。しかし、プロ野球選手としては細身だったことが災いして、当時厚かった一軍の選手層に割って入るまでには至らなかった。一軍公式戦には通算3試合の出場で、1本の安打も放てないまま、1996年限りで現役を引退。ただし、翌1997年以降も、近鉄のチームスタッフとして二軍の用具係などを務めた。しかし近鉄球団が2004年限りでオリックス・ブルーウェーブに統合されたことから、2005年以降は、統合によって誕生したオリックス・バファローズに在籍。高校時代まで投手だった経験を買われて、打撃投手へ転身した。打撃投手としては「球の回転がかなり美しいうえに、投げた球がすべて真ん中のコースへ集まる」との評価を受けるほど選手からの信頼が厚く、現在は、一軍の打撃練習で外国人選手や主軸選手を相手に投げている。

## 家族
息子の椋は、中学生時代に羽曳野ボーイズへ所属した後に、天理高等学校へ進学。暁の近鉄時代のチームメイトだった中村良二監督の下で「高校球界屈指の大型遊撃手」として頭角を現すと、2018年のNPBドラフト会議1巡目での指名を経て、2019年から暁と同じくオリックス・バファローズの一員になった。暁も、椋がバファローズから指名された直後や、入団が決まった後の記者会見に同席。以降も、春季キャンプなどの折に、2人揃って取材に応じている。
ちなみに、椋が羽曳野ボーイズに所属していた時期のNPBオフシーズンには、椋の練習相手を務めていた。椋はバファローズへの入団後も、1年目から一軍へ昇格したため、昇格中の試合前練習でも、椋を相手に投げている。もっとも、椋は暁の現役引退後の2001年に出生したため、暁の現役時代については当時の写真を通じてしか知らないという。

## 詳細情報

### 年度別打撃成績
| 年 度     | 球 団     | 試 合 | 打 席 | 打 数 | 得 点 | 安 打 | 二 塁 打 | 三 塁 打 | 本 塁 打 | 塁 打 | 打 点 | 盗 塁 | 盗 塁 死 | 犠 打 | 犠 飛 | 四 球 | 敬 遠 | 死 球 | 三 振 | 併 殺 打 | 打 率 | 出 塁 率 | 長 打 率 | O P S |
| --------- | --------- | ----- | ----- | ----- | ----- | ----- | -------- | -------- | -------- | ----- | ----- | ----- | -------- | ----- | ----- | ----- | ----- | ----- | ----- | -------- | ----- | -------- | -------- | ----- |
| 1991      | 近鉄      | 2     | 1     | 0     | 1     | 0     | 0        | 0        | 0        | 0     | 0     | 0     | 0        | 0     | 0     | 1     | 0     | 0     | 0     | 0        | ----  | 1.000    | ----     | 1.000 |
| 1996      | 近鉄      | 1     | 1     | 1     | 0     | 0     | 0        | 0        | 0        | 0     | 0     | 0     | 0        | 0     | 0     | 0     | 0     | 0     | 1     | 0        | .000  | .000     | .000     | .000  |
| 通算：2年 | 通算：2年 | 3     | 2     | 1     | 1     | 0     | 0        | 0        | 0        | 0     | 0     | 0     | 0        | 0     | 0     | 1     | 0     | 0     | 1     | 0        | .000  | .500     | .000     | .500  |

### 記録
- 初出場：1991年4月7日、対日本ハムファイターズ2回戦（藤井寺球場）、7回表に二塁手として出場
- 初打席：1991年5月4日、対西武ライオンズ4回戦（西武ライオンズ球場）、9回表に中根仁の代打として出場、潮崎哲也から四球

### 背番号
- 51 （1989年 - 1996年）
- 117 （1997年 - 2004年）
- 107 （2005年 - ）